# 三重県立上野農業高等学校
三重県立上野農業高等学校（みえけんりつ うえののうぎょうこうとうがっこう）は、三重県伊賀市に所在した公立の農業高等学校。三重県立伊賀白鳳高等学校に統合のため、2011年3月31日に閉校した。

## 所在地
- 〒518-0818 三重県伊賀市荒木1856番地

## 沿革
- 1973年
  - 3月30日 - 上野高等学校農業学科、名張高等学校農業学科を統合して上野農業高等学校を開設する旨告示。
  - 4月10日 開校式を挙行 農業科、園芸科、農業土木科を設置。
- 1988年4月10日 - 農業科・園芸科を、農業園芸科を統合 食品科学科を新設 制服を改正。
- 1993年4月1日 - 農業園芸科を生物科学科に、農業土木科を環境土木科に科名変更。
- 2006年 - 学科改変により、食農科学科、景観園芸科の2学科となる。
- 2009年 - 三重県立伊賀白鳳高等学校に統合のため、生徒募集停止。
- 2011年
  - 3月31日 - 閉校。
  - 4月16日〜5月12日 - 映画「Another」のロケーション撮影が行われる[1]。

### 跡地の利用
上野農業高校の敷地は、三重県が2010年（平成22年）から整備を進め、三重県広域防災拠点（伊賀拠点）となり、2013年（平成25年）5月26日に開所式と大規模訓練を実施した。敷地の一部は、統合校である伊賀白鳳高校の実習農場および農産物販売所として2017年（平成29年）現在も利用されている。

## 生徒会活動・部活動など

### 部活動
- 運動系 - 陸上、硬式野球、テニス、サッカー、卓球、ラグビー
- 文化系 - 吹奏、ヒューマンセミナー、放送
- 農業系 - 測量、土木研究、バイオテクノロジー、食品科学、農業クラブ

## 交通アクセス
- 伊賀鉄道伊賀線上野市駅下車。上野産業会館バスターミナル三重交通バス5番乗り場10、12系統汁付行きで農業高校下車徒歩1分。